# 1749 Теламон
1749 Теламон (енгл. 1749 Telamon) је Јупитеров тројански астероид са пречником од приближно 81,06 km.
Афел астероида је на удаљености од 5,732 астрономских јединица (АЈ) од Сунца, а перихел на 4,594 АЈ.
Ексцентрицитет орбите износи 0,110, инклинација (нагиб) орбите у односу на раван еклиптике 6,093 степени, а орбитални период износи 4285,274 дана (11,732 годину).
Апсолутна магнитуда астероида је 9,20 а геометријски албедо 0,056.
Астероид је откривен 23. септембра 1949. године.